# Nicaragua en los Juegos Panamericanos
Nicaragua ha participado en los Juegos Panamericanos desde la primera edición de estos en 1951, pero no asistió a las ediciones de 1955, 1963 y 1979. Hasta la fecha Nicaragua no ha conseguido ganar una medalla de oro y está empatado con Barbados en el medallero histórico en la vigésimo octava posición. Su mejor resultado lo obtuvo en Mar del Plata 1995 cuando ganaron cuatro medallas: dos platas y dos bronces.
Su primer medallista fue Idelfonso Gómez que se llevó el bronce en Boxeo en 1975.

## Juegos Panamericanos

### Medallero
| Juegos              |              |              |              | Total        |
| Buenos Aires 1951   | 0            | 0            | 0            | 0            |
| Chicago 1959        | 0            | 0            | 0            | 0            |
| Winnipeg 1967       | 0            | 0            | 0            | 0            |
| Cali 1971           | 0            | 0            | 0            | 0            |
| México 1975         | 0            | 0            | 1            | 1            |
| Caracas 1983        | 0            | 1            | 0            | 1            |
| Indianápolis 1987   | 0            | 0            | 0            | 0            |
| La Habana 1991      | 0            | 1            | 2            | 3            |
| Mar del Plata 1995  | 0            | 2            | 2            | 4            |
| Winnipeg 1999       | 0            | 0            | 0            | 0            |
| Santo Domingo 2003  | 0            | 0            | 0            | 0            |
| Río de Janeiro 2007 | 0            | 0            | 2            | 2            |
| Guadalajara 2011    | 0            | 0            | 0            | 0            |
| Toronto 2015        | 0            | 0            | 0            | 0            |
| Lima 2019           | 0            | 0            | 3            | 3            |
| Santiago 2023       | 0            | 2            | 0            | 2            |
| Lima 2027           | Future event | Future event | Future event | Future event |
| Total               | 0            | 6            | 10           | 16           |

### Medallas por deporte
La siguiente tabla muestra las medallas obtenidas por deporte, ordenadas por preseas de oro, plata y bronce.
| Deporte      |   |   |    |    |
| ------------ | - | - | -- | -- |
| Halterofilia | 0 | 2 | 4  | 6  |
| Béisbol      | 0 | 2 | 2  | 4  |
| Taekwondo    | 0 | 2 | 0  | 2  |
| Boxeo        | 0 | 0 | 4  | 4  |
| 4 deportes   | 0 | 6 | 10 | 16 |

## Juegos Panamericanos Junior

### Medallero
| Juegos          |              |              |              | Total        |
| Cali-Valle 2021 | 0            | 1            | 0            | 1            |
| Asunción 2025   | Future event | Future event | Future event | Future event |
| Total           | 0            | 1            | 0            | 1            |

### Medallas por deporte
La siguiente tabla muestra las medallas obtenidas por deporte, ordenadas por preseas de oro, plata y bronce.
| Deporte   |   |   |   |   |
| --------- | - | - | - | - |
| Taekwondo | 0 | 1 | 0 | 1 |
| 1 deporte | 0 | 1 | 0 | 1 |